# Alloxantha talhouki
Alloxantha talhouki es una especie de coleóptero de la familia Oedemeridae.

## Distribución geográfica
Habita en Arabia Saudita.